# تيري هولبرووك
تيري هولبرووك هو لاعب هوكي الجليد كندي، ولد في 11 يوليو 1950 في Petrolia, Ontario ‏ في كندا.

## وصلات خارجية
- تيري هولبرووك على موقع دوري الهوكي الوطني (الإنجليزية)
- تيري هولبرووك على موقع قاعة مشاهير الهوكي (لاعب أن.إتش.أل) (الإنجليزية)
- تيري هولبرووك على موقع EliteProspects.com (الإنجليزية)
- تيري هولبرووك على موقع HockeyDB.com (الإنجليزية)
- تيري هولبرووك على موقع Hockey-Reference.com (الإنجليزية)